# Хараламби Козаров
Хараламби (Лямо) Козаров Буов или капитан Фуртунас (на гръцки: Χαράλαμπος Μπουφίδης ή Κοζάρης, Φουρτούνας) е гръцки революционер, деец на Гръцката въоръжена пропаганда в Македония от началото на XX век.

## Биография
Хараламби Козаров е роден в струмишкото село Колешино, тогава в Османската империя. Първи братовчед е на Панде Атанасов, ренегат от ВМОРО станал андартски войвода в района. След смъртта на братовчед му през август 1907 година самият той изоставя семейството си и става ръководител на гръцката пропаганда в Струмишко заедно с Димитър Цицимов. Сътрудничи си с Цицимов, Панде Атанасов и Георги Богданцалията. Скоро четата му се разпада.